# Michał Podfilipski
Michał Podfilipski herbu Ciołek – stolnik halicki w latach 1553-1560, rotmistrz jazdy obrony potocznej w latach 1558-1559.